# Сельское поселение Трубинское
Се́льское поселе́ние Тру́бинское — упразднённое муниципальное образование в составе Щёлковского района Московской области.

## Общие сведения
Образовано в ходе муниципальной реформы, в соответствии с Законом Московской области от 28.02.2005 года № 83/2005-ОЗ «О статусе и границах Щёлковского муниципального района, вновь образованных в его составе городских и сельских поселений и существующих на территории Щёлковского района Московской области муниципальных образований».
Административный центр — село Трубино. Почтовый индекс населённых пунктов поселения 141131, 141132, 141137 или 141138, телефонный код +7-496-56.

## География
Сельское поселение Трубинское располагается на северо-востоке Московской области в северо-восточной части Щёлковского района. На западе Трубинское поселение граничит с Гребневским сельским поселением, на юго-востоке — с Анискинским сельским поселением. На северо-востоке — с Огудневским сельским поселением, на севере — с Пушкинским районом Московской области. Через Трубинское поселение проходят Фряновское шоссе Р110. Площадь территории Трубинского поселения — 4469 га.
Гидрография
С запада на северо-восток территорию Трубинского сельского поселения пересекает речка Гречушка, правый приток Вори (притока Клязьмы). Гречушка истекает из небольшого пруда, примыкающего с запада к Трубино, около деревни Здехово образует пруд, называемый Здеховским озером, и у деревни Сутоки впадает в Ворю, по которой проходит частично граница Трубинского и Огудневского сельских поселений.

## Население
| 2006  | 2007  | 2008  | 2009  | 2010  | 2011  |
| ----- | ----- | ----- | ----- | ----- | ----- |
| 4919  | ↘4191 | ↘4182 | ↘4160 | ↗4176 | ↘4161 |
| 2012  | 2013  | 2014  | 2015  | 2016  | 2017  |
| →4161 | ↘4101 | ↗4117 | ↗4217 | ↗4338 | ↗4384 |
| 2018  | 2019  |       |       |       |       |
| ↘4355 | →4355 |       |       |       |       |

## Состав сельского поселения
В состав сельского поселения входят 9 населённых пунктов упразднённой административно-территориальной единицы — Трубинского сельского округа:
| № | Населённый пункт | Тип населённого пункта       | Население |
| - | ---------------- | ---------------------------- | --------- |
| 1 | Борисовка        | деревня                      | ↘10       |
| 2 | Здехово          | деревня                      | ↘62       |
| 3 | Литвиново        | посёлок                      | ↗3256     |
| 4 | Мишнево          | деревня                      | ↘217      |
| 5 | Назимиха         | деревня                      | ↘127      |
| 6 | Орлово           | деревня                      | ↗60       |
| 7 | Сукманиха        | деревня                      | ↘201      |
| 8 | Сутоки           | деревня                      | ↘56       |
| 9 | Трубино          | село, административный центр | ↘979      |

## Русская православная церковь
Приходы Щёлковского благочиния

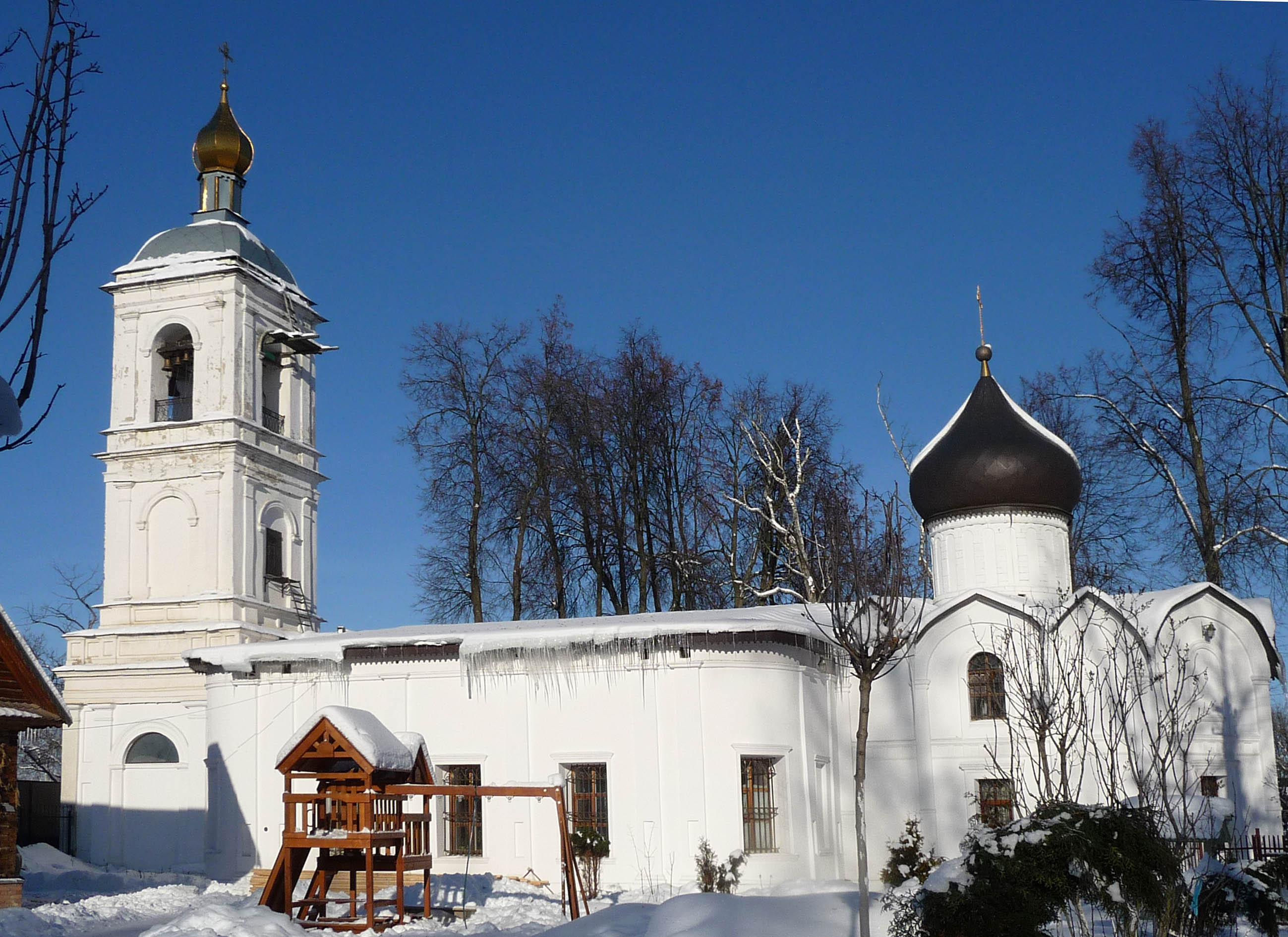
Церковь Сергия Радонежского (1849) в селе Трубино

На территории Трубинского сельского поселения имеются действующие храмы и приходы Щёлковского благочиннического округа Московской епархии Русской православной церкви: церковь Сергия Радонежского (1849) в селе Трубино и церковь иконы Божией Матери «Неупиваемая Чаша» (2009) в посёлке Литвиново. У них один настоятель — священник Антоний Генриевич Сенько.
Патриаршее подворье
В деревне Здехово расположено подворье Патриарха Московского и всея Руси храма святителя Николая Мирликийского. К этому подворью также относится храм Рождества Христова в городе Фрязино. Настоятелем храмов подворья является благочинный Сергиевского округа города Москвы протоиерей Сергей Александрович Киселёв.

## Разное
На территории Трубинского сельского поселения, в деревне Орлово, по адресу: ул. Центральная, д. 79/1 располагается Кинологический центр Федеральной таможенной службы России, имеющий статус Центральной таможни.

## Топографические карты
- Лист карты O-37-137 Загорск. Масштаб: 1 : 100 000. Состояние местности на 1984 год. Издание 1985 г.
- Лист карты N-37-5 Ногинск. Масштаб: 1 : 100 000. Состояние местности на 1984 год. Издание 1985 г.

## Примечание
В различных источниках в наименованиях типов населённых пунктов деревня или село имеются существенные разночтения. Наличие или отсутствие в населённом пункте прихода или церкви (в том числе, в прошлом) также не позволяет прийти к однозначному ответу в этом отношении.